# انتشارات دانشگاه نیویورک
انتشاراتِ دانشگاهِ نیویورک (به انگلیسی: New York University Press) یک ناشرِ دانشگاهی زیرمجموعهٔ دانشگاهِ نیویورک است که سالِ ۱۹۱۶ میلادی بنیان‌گذاری شد.